# Progress of Theoretical and Experimental Physics
Progress of Theoretical and Experimental Physics è una rivista scientifica mensile a revisione paritaria pubblicata dall'Oxford University Press per conto della Physical Society of Japan. È stata istituita come Progress of Theoretical Physics a luglio del 1946 da Hideki Yukawa e ottenne il suo titolo attuale a gennaio 2013.
Progress of Theoretical and Experimental Physics fa parte dell'iniziativa SCOAP3.